# Elachertus coerulescens
Elachertus coerulescens är en stekelart som beskrevs av Christian Gottfried Daniel Nees von Esenbeck 1834. Elachertus coerulescens ingår i släktet Elachertus och familjen finglanssteklar. Inga underarter finns listade i Catalogue of Life.